# Заздрість до пеніса
Заздрість до пеніса (нім. Penisneid) — стадія в теорії жіночого психосексуального розвитку Зигмунда Фрейда, на якій молоді дівчата відчувають тривогу, усвідомлюючи, що у них немає пеніса. Фрейд вважав це усвідомлення визначальним моментом у серії переходів до зрілої жіночої сексуальності. У теорії Фрейда стадія заздрості до пеніса починає перехід від прихильності до матері до змагання з матір'ю за увагу та прихильність батька. Вважається, що усвідомлення хлопчиком того, що у жінок немає пеніса, викликає кастраційну тривогу.
Теорію Фрейда про заздрість до пеніса критикували та обговорювали інші психоаналітики, такі як Карен Горні, Ернест Джонс, Гелен Дойч і Мелані Кляйн, зокрема щодо лікування заздрості до пеніса як фіксованої операції на відміну від утворення, створеного або використаного у вторинній формі. спосіб відбити попередні бажання.

## Теорія Фрейда
Фрейд представив концепцію інтересу та заздрості до пеніса у своїй статті 1908 року «Про сексуальні теорії дітей». Про це не згадувалося в першому виданні попередніх «Трьох нарисів з теорії сексуальності» (1905), але короткий опис статті 1908 року було додано до третього видання в 1915 році У «Про нарцисизм» (1914) він описав, як деякі жінки розвивають чоловічий ідеал як «пережиток хлоп'ячої природи, якою вони самі колись володіли». Значення цього терміну зростало, оскільки Фрейд поступово уточнював свої погляди на сексуальність, прийшовши до опису психічного процесу, який, на його думку, відбувався під час переходу від фалічної стадії до латентної стадії (див. Психосексуальний розвиток).

### Психосексуальний розвиток

#### Дитинство
Заздрість до пеніса походить від концепції Фрейда про комплекс Едіпа, в якому фалічний конфлікт виникає як для чоловіків, так і для жінок. Хоча Карл Густав Юнг робив різницю між комплексом Едіпа для чоловіків і комплексом Електри для жінок у своїй праці «Теорія психоаналізу», Фрейд відкинув цей останній термін, заявивши, що жіночий Едіпів комплекс не є таким же, як чоловічий Едіпів, оскільки, «Лише в дитині чоловічої статі ми знаходимо доленосне поєднання любові до одного з батьків і одночасної ненависті до іншого як суперника». Цей розвиток жіночого Едіпового комплексу, за Фрейдом, починається, коли жінка порівнює себе з іншим чоловіком, сприймаючи це не як ознаку статі; а радше, припускаючи, що вона раніше мала пеніс і втратила його через кастрацію. Це призводить до суттєвої різниці між чоловічим і жіночим Едиповим комплексом: жінка приймає кастрацію як факт, тоді як хлопчик боїться цього.
Фрейд вважав, що заздрість до пеніса може призвести до:
- образу на матір, яка не змогла забезпечити дочку пенісом;
- знецінення матері, яка виглядає як кастрована;
- відмова від фалічної активності (кліторальна мастурбація) і прийняття пасивності (вагінальний статевий акт);
- символічна еквівалентність між пенісом і дитиною.[9]

Ця заздрість до пеніса призводить до різних психічних наслідків, за Фрейдом, до тих пір, поки вона не формує реакцію-формування комплексу маскулінності. Одним із таких наслідків є відчуття неповноцінності після усвідомлення рани, завданої її нарцисизму. Після початкової спроби пояснити відсутність пеніса покаранням для неї, пізніше вона усвідомлює універсальність своєї жіночої ситуації, і в результаті починає поділяти презирство, яке чоловіки мають до жінок як до менших (у важливому аспекті відсутність пеніса), і тому наполягає на тому, щоб бути як чоловік. Другим наслідком заздрості до пеніса є формування риси характеру ревнощів через переміщення заздрості покинутого пеніса після дозрівання. Фрейд робить такий висновок, вважаючи поширену жіночу фантазію про побиття дитини зізнанням у мастурбації, де дитина представляє клітор. Третім наслідком заздрості до пеніса є виявлення неповноцінності цього клітора, що припускається завдяки спостереженню, що мастурбація більше віддалена від жінок, ніж від чоловіків. За Фрейдом, це тому, що кліторальна мастурбація є чоловічою діяльністю, яка повільно пригнічується протягом статевого дозрівання (і незабаром після виявлення заздрості до пеніса) у спробі звільнити місце для жіночності шляхом переходу ерогенної зони від клітора до піхви.
Результат цих тривог завершується тим, що дівчина відмовляється від свого бажання мати пеніс і замість цього ставить його на місце бажання мати дитину; і, маючи на увазі цю мету, вона бере батька за об'єкт любові та робить матір об'єктом своїх ревнощів.

#### Дорослість
Фрейд вважав, що при нормальному розвитку жінки заздрість до пеніса перетворюється на бажання чоловіка та/або дитини.
Карл Абрагам розрізняв два типи дорослих жінок, у яких заздрість до пеніса залишалася сильною, як ті, що виконують бажання, так і мстиві: у перших домінували фантазії про те, щоб мати або стати пенісом, як у співачок/танцювань/виконавок жінок, які відчували, що у своїх діях вони магічним чином включили (батьківський) фалос. Останні прагнули помститися чоловікові через приниження чи позбавлення (відібравши чоловіка від пеніса чи пеніс від чоловіка).

## Суспільство і культура

### У психоаналітичних колах
Теорії Фрейда щодо психосексуального розвитку, і зокрема фалічної стадії, були рано розкритиковані іншими психоаналітиками, такими як Карен Горні, Отто Феніхель та Ернест Джонс, хоча Фрейд не погоджувався з їхнім поглядом на заздрість до пеніса як на вторинну, а не первинну жіночу реакцію. Пізніші психологи, такі як Ерік Еріксон і Жан Піаже, кинули виклик фрейдистської моделі психологічного розвитку дитини в цілому.
Жак Лакан, однак, підхопив і розвинув теорію Фрейда про важливість того, що він назвав «пеніснеїдами у підсвідомості жінок» в лінгвістичних термінах, вбачаючи те, що він називав фалосом, привілейованим позначником підпорядкування людства мові: «фалос (завдяки якому несвідоме — це мова)». Таким чином він відкрив нове поле дискусії навколо фалогоцентризму — деякі діячі, як-от Джуліет Мітчелл, підтримують погляд на заздрість до пеніса, яка «використовує не чоловіка, а фалос, на який чоловік має претендувати, як свій ключовий термін», інші рішуче заперечують це.
Ернест Джонс спробував виправити початкову теорію Фрейда про заздрість до пеніса, надавши три альтернативних значення:
1. бажання мати пеніс, як правило, шляхом його проковтування та утримання в тілі, часто перетворюючи його там на дитину;
2. бажання мати пеніс в області клітора;
3. доросла людина хоче насолоджуватися пенісом під час статевого акту.[3]

### Феміністична критика
За теорією Фрейда, жіночий статевий центр зміщується з клітора до піхви під час гетеросексуального життя. Фрейд вірив у подвійність між тим, як статі будують зрілу сексуальність з точки зору протилежної статі, тоді як феміністки відкидають уявлення про те, що жіноча сексуальність може бути визначена лише по відношенню до чоловічої. Феміністські теоретики розвитку натомість вважають, що клітор, а не піхва, є зрілим центром жіночої сексуальності, оскільки він дозволяє будувати зрілу жіночу сексуальність незалежно від пеніса.
Карен Горні — німецька психоаналітикиня, яка також приділяла велике значення досвіду дитинства в психологічному розвитку — була особливою прихильницею цієї точки зору. Вона стверджувала концепцію «утробної заздрості» і бачила «чоловічий нарцисизм» як основу основного погляду Фрейда.
Деякі феміністки стверджують, що теорія розвитку Фрейда є гетеронормативною і позбавляє жінок зрілої сексуальності, незалежної від чоловіків; вони також критикують його за перевагу піхви над клітором як центру жіночої сексуальності. Вони критикують соціосексуальну теорію за перевагу гетеросексуальної сексуальної активності та пенетрації у визначенні жіночого «стану зрілої сексуальності». Інші стверджують, що ця концепція пояснює, як у патріархальному суспільстві жінки можуть заздрити владі, наданій тим, хто має фалос.
У своїй науковій статті «Жінки та заздрість до пеніса» (1943) Клара Томпсон переформулювала останню як соціальну заздрість до атрибутів домінуючої статі, соціологічну відповідь на підпорядкування жінок за патріархату.
Бетті Фрідан назвала заздрість до пеніса суто паразитичним соціальним упередженням, типовим для вікторіанства та особливо біографії самого Фрейда, і показала, як ця концепція відіграла ключову роль у дискредитації альтернативних уявлень про жіночність на початку та в середині ХХ століття: «Оскільки послідовники Фройда могли бачити жінку лише в образі, визначеному Фройдом — неповноцінною, дитячою, безпорадною, без можливості щастя, якщо вона не пристосується бути пасивним об'єктом чоловіка, — вони хотіли допомогти жінкам позбутися пригніченої заздрості, невротичного бажання бути рівними. Вони хотіли допомогти жінкам знайти сексуальну реалізацію як жінкам, стверджуючи їхню природну неповноцінність».
Невелика, але впливова кількість філософинь-феміністок, які працюють у сфері психоаналітичного фемінізму, зокрема Люс Ірігаре, Юлія Кристева та Елен Сіксу, дотримувалися різних постструктуралістських поглядів на це питання, надихаючись або принаймні кидаючи виклик таким діячам, як Жак Лакан і Жак Дерріда.